# Каппеллини, Гвидо

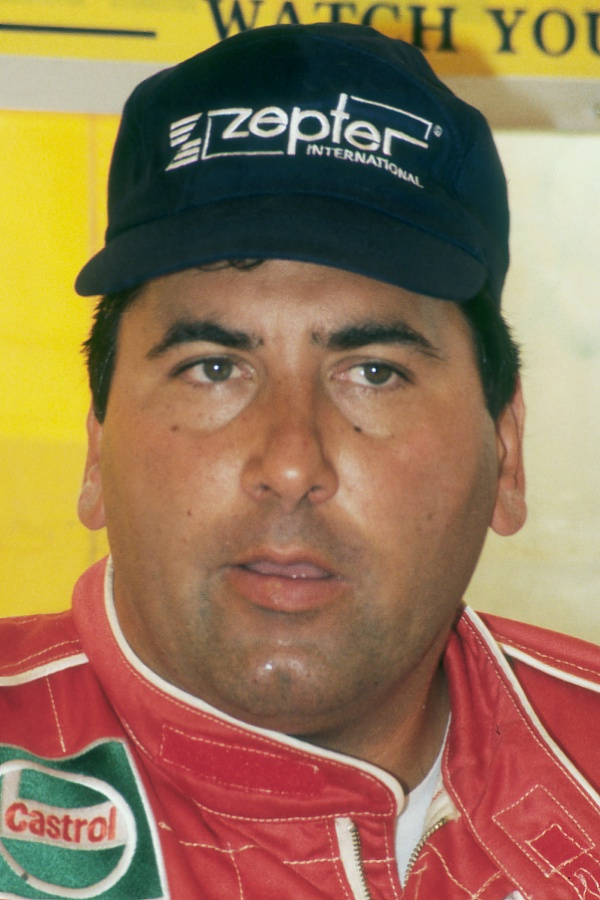

Гвидо Каппеллини (итал. Guido Cappellini; р. 7 сентября 1959, Марьяно-Коменсе, Италия) — итальянский гонщик водно-моторной Формулы-1.
Является самым титулованным гонщиком в истории чемпионатов мира:
- 10-кратный чемпион мира (1993—1996, 1999, 2001—2003, 2005, 2009)
- 3-кратный серебряный призёр (1998, 2006, 2007)
- 2-кратный бронзовый призёр (1997, 2000)

В сезоне 2008 года выступает за команду Team Tamoil на лодке DAC/MER.